# Transvanguardia

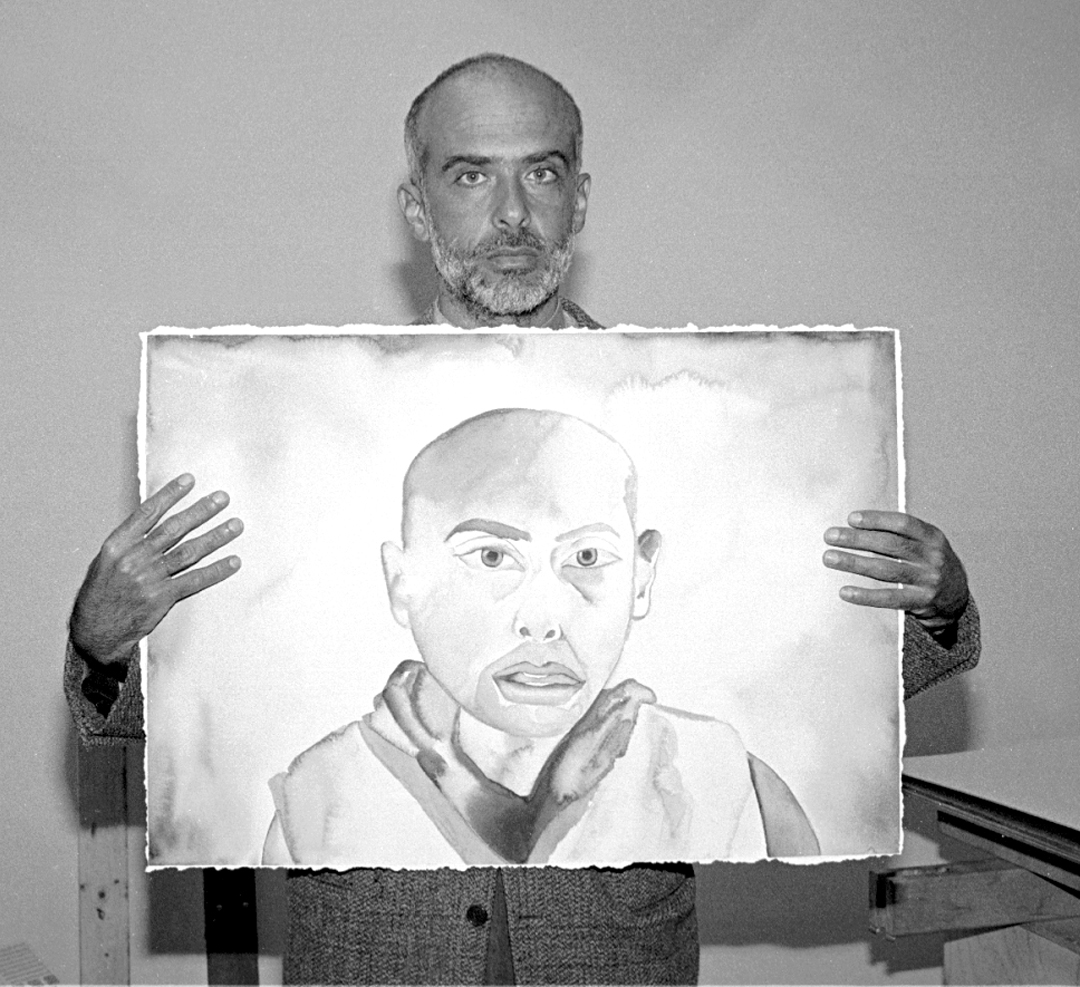
Autorretrato de Francesco Clemente, San Francisco, 1991

La Transvanguardia (en italiano, Transavanguardia, «más allá de la vanguardia») es un movimiento artístico italiano de la postmodernidad. El término fue acuñado en 1979 por el crítico italiano Achille Bonito Oliva, para una serie de pintores italianos originado en el "Aperto '80" en la Bienal de Venecia.
Nació en los años de los ochenta, en contraposición al arte povera, movimiento anterior de moda hasta entonces en Italia. La transvanguardia teorizaba el regreso a la alegría y a los colores de la pintura después de algunos años de dominación del arte conceptual. El movimiento tuvo como protagonistas a un sexteto de artistas: Sandro Chia, Horacio de Sosa Cordero, Enzo Cucchi, Francesco Clemente, Nicola De Maria y Mimmo Paladino. Aparte puede mencionarse al artista griego Jannis Kounellis.
Los transvanguardistas se caracterizan por un eclecticismo subjetivo, en el que los artistas vuelven a un lenguaje pictórico clásico. Recurren a temas mitológicos clásicos como el minotauro o el cíclope y a temas heroicos con gran expresividad cromática. Otra de sus características es el "nomadismo", el artista es libre para transitar en cualquier época o estilo del pasado, tomando libremente cualquier referencia de otros autores. Realizan obras generalmente figurativas, con referencias iconográficas, con gusto por lo fragmentario (fragmentos de obras del pasado).
Su principal influencia viene del Manierismo, así como del Renacimiento y el Barroco. Aunque rechazan la vanguardia, toman elementos de artistas del siglo, principalmente de las vanguardias históricas. El resultado es una mezcla indiscriminada de temas y estilos ("pastiche"). El artista transvanguardista destaca por su individualismo, al contrario que la vanguardia ellos no quieren influir en la sociedad ni provocar una transformación del arte.
Es una tendencia próxima en cronología al neoexpresionismo, la nueva imagen, el grafiti, el bad painting o la pattern & decoration. Varios artistas españoles han acusado su influencia; entre ellos, Guillermo Pérez Villalta, Chema Cobo, Carlos Franco, Antonio Gadea.

## Marcas estilísticas
La Transvanguardia se caracterizó por un eclecticismo subjetivo, en el que los artistas volvieron a un lenguaje pictórico clásico como la pintura sobre tabla. En cuanto al tema y la figuración, hubo una preferencia por figuras mitológicas de la antigüedad (por ejemplo, Medusas, Minotauros o Cíclopes) y escenarios heroicos en colores expresivos. Al hacerlo, los artistas, especialmente Sandro Chia en el área escultórica, utilizaron un enfoque parcialmente irónico y kitsch en su recepción .e iconografía enigmático-fragmentaria; citaron fuentes históricas y artefactos arcaicos y volvieron a los clásicos para finalizar un recorrido histórico - artístico destacando la posterior tradición cultural del occidente románico. Achille Bonito Oliva explicó: "Las imágenes de la Transvanguardia presentan tanto el enigma como la solución. La Transvanguardia permite que el arte se mueva en todas las direcciones, incluido el pasado".
Como una contradirección espontánea, subjetivo-emocional a las demandas estáticas, "objetivas"-racionales del Minimal Art y Concept Art , la trans-vanguardia se combina con los movimientos de American New Image Painting, en Alemania con los "violentos" pintura de la Neue Wilden y en Francia figuración libre.

## Antecedentes históricos
La Transavanguardia italiana (o también "Arte Cifra") es una experiencia artística que se desarrolló en Italia entre finales de los años 70 y mediados de los años 80. Tiene su origen en una intuición del crítico Achille Bonito Oliva que, en octubre de 1979, en el ensayo La Transavanguardia Italiana publicado en Flash Art, seleccionó cuidadosamente a siete artistas italianos emergentes: Sandro Chia, Francesco Clemente, Enzo Cucchi, Mimmo Paladino, Nicola De Maria, Marco Bagnoli y Remo Salvadori. Sus investigaciones son comparables en la forma de concebir la obra de arte y en el uso de técnicas predominantemente pictóricas, factor que les diferencia de las principales corrientes artísticas de estos años.
La Transvanguardia italiana se erige como una reacción visual a una época de crisis económica, política, ideológica y social, en la que la fe optimista en el progreso y en las instituciones previamente establecidas queda completamente trastocada. De hecho, el vertiginoso aumento del precio del petróleo debido a la guerra de Yom Kipur provoca evidentes repercusiones en importantes sectores de la industria italiana, atestiguadas por un constante aumento del desempleo. Esta dramática situación económica se hizo insostenible debido a los repetidos episodios de violencia caracterizados por actos de terrorismo de motivación política, tanto de derechas como de izquierdas.
A pesar de las circunstancias desfavorables, es precisamente en este contexto donde surgen algunos elementos de renovación que introducen los grandes cambios que Italia se dispone a afrontar en la siguiente década.
La importancia de las empresas locales crece y algunos sectores clave de la industria italiana se renuevan y las exportaciones aumentan. El sector terciario se desarrolló considerablemente, factor que convirtió a la economía italiana en postindustrial A nivel social, las pulsiones autónomas aumentan constantemente, debido a la redefinición continua de los valores considerados fundamentales y al "cuestionamiento del pensamiento bipolar e institucional". Estas transformaciones hicieron de los años 80 "el reino del best seller y del culto al yo, la religión del éxito y la desregulación'"
La Transavanguardia aprovecha esta época de cambio, este nuevo individualismo, montado en la estética difundida por la televisión en color y el clima hedonista de la prosperidad neoliberal.

## Conceptos

### Peculiaridades artísticas
Aunque no forman parte de un movimiento propiamente dicho, las cinco personalidades que componen la Transavanguardia italiana son elegidas por Achille Bonito Oliva por la actitud compartida con la que interpretan su condición de artistas.
El principio cardinal que vincula sus obras es la primacía de la subjetividad del artista, que realiza una investigación individual y libre. Cada obra representa un unicum, una creación en sí misma, rica en elementos heterogéneos y diferente de las demás. Estas rupturas estilísticas, inherentes incluso a un solo cuadro, reflejan la fragmentariedad del individuo tal y como la expresan los filósofos posmodernos. El arte de la Transvanguardia no es un arte creado con el objetivo de afectar concretamente a la sociedad contemporánea, de la que más bien se desvincula, replicando sus pulsiones individualistas cada vez mayores.
Sus obras revelan un sustrato de nomadismo, entendida como la libertad de desandar toda la historia del arte a su antojo, y del eclecticismo, ya que deciden cada cierto tiempo qué elementos reutilizar según su propia sensibilidad. Estas referencias se seleccionan a partir de cultivos de todas las extracciones, tanto altas como bajas. La "hibridación [...] de las lenguas" distingue esta coyuntura en la que se vislumbran los primeros signos de la globalización. Sin embargo, estas citas sufren un proceso de degradación que permite a los artistas tratarlas de forma irónica y distanciada, sin ninguna precisión histórica.
Los protagonistas de la Transvanguardia italiana se adhieren a una recuperación de las habilidades manuales que les permite ser más espontáneos que otros medios, como la fotografía y el vídeo. Utilizando una gran variedad de medios tradicionales, especialmente la pintura, estos artistas hacen uso de una gestualidad artesanal, más emocional e instintiva.  Esta vuelta a la figuración, entendida como signo y color, se hace en un sentido antiintelectualista, con claras referencias a los márgenes más anárquicos e irracionales de la vanguardia. El resultado es una pintura considerada tosca, que roza lo amateur, cuyo núcleo no es lógico y racional, sino poético y evocador.
Recompensada por un éxito internacional rápido y de gran alcance, la Transvanguardia italiana subraya, sin embargo, a través de sus obras, la importancia del genius loci nacional, es decir, de aquellas peculiaridades regionales que corren el riesgo de ser eclipsadas por la creciente estandarización de los lenguajes artísticos a nivel mundial.

### Moderno y postmoderno
La Transvanguardia ha sido calificada repetidamente como un movimiento artístico posmoderno.
Es evidente que las reflexiones de filósofos como Jean-François Lyotard, Jacques Derrida, Gilles Deleuze, Félix Guattari, Roland Barthes y Gianni Vattimo han influido profundamente en el clima cultural del periodo comprendido entre los años 70 y años 80.
Lo que tienen en común estos pensadores es la rediscusión de muchos valores hasta ahora considerados intocables. El anuncio de Lyotard del fin de los grandes relatos modernos implica el fin de la historia concebida como una proyectualidad en continuo perfeccionamiento. La estructura rizomática del conocimiento definida por Deleuze y Guattari expresa el rechazo a las jerarquías y autoridades predefinidas. El 'pensamiento débil de Vattimo' certifica la constatación de la pérdida de los puntos de referencia absolutos -las categorías omnicomprensivas que caracterizan la modernidad- y el redescubrimiento de lo diferente, de lo que hasta entonces había sido deliberadamente ignorado.
Partiendo de estas aportaciones, Achille Bonito Oliva destaca en su ensayo la diferencia entre los artistas que ha seleccionado y otras propuestas artísticas modernas. Ya en el término Transvanguardia, la crítica implica, mediante el prefijo trans, la posibilidad de un cruce de las vanguardias, para no hacer una clara ruptura con el pasado. A su "darwinismo lingüístico", entendido como el concepto de evolución en el arte, se opone la posibilidad de un "salto adelante", que permite recorrer la historia del arte en múltiples direcciones. En efecto, la Transvanguardia estigmatiza el fetichismo de lo nuevo, a través de obras que escandalizan por su falta de novedad. Frente al diseño vanguardista, la intensidad, la capacidad de fascinar al espectador se afirma como parámetro para juzgar una obra. Lo que surge es la "necesidad de restablecer una relación de placer entre la obra y [...] el observador", en el signo de Roland Barthes, de quien se toma la concepción de la obra como una maraña de emociones y significados, sin direcciones predeterminadas.
Un arte que a través de "la ruptura de la idea unitaria de la obra" se convierte en "una proyección de la ruptura de toda visión unitaria del mundo". De ahí que se produzca una recuperación de instancias minoritarias antes infravaloradas, en el signo de un nomadismo que tiene como modelo las reflexiones de Deleuze.
La Transvanguardia es un movimiento que toma conscientemente muchas señales del clima posmoderno tan de moda en la época, pero esto no impide vislumbrar conexiones también con el modernismo, lo que parece irreconciliable con las afirmaciones teóricas de Oliva. De hecho, los resultados artísticos de este periodo cultural no pueden limitarse a las vanguardias racionalistas. Más allá de estos operan personalidades más anárquicas y libertarias a las que los exponentes de la Transvanguardia miran con interés.
Estas franjas más antiintelectualistas redescubren "el reino de los locos, de los idiotas, de los primitivos, de los radicalmente otros", en nombre de una libertad temática y expresiva que refleja fielmente la de los cinco italianos.

### La relación con el Arte Povera y el Arte Conceptual
Desde los inicios del movimiento de la Transavanguardia italiana, el crítico Achille Bonito Oliva se ha esforzado en subrayar las diferencias existentes entre el movimiento que él teorizó y las tendencias artísticas más en boga en la escena italiana.
Las personalidades del Arte Povera trabajan presentando materiales sencillos y naturales. Este lenguaje abstracto es el vehículo de una protesta contra el mundo consumista occidental. Se trata, pues, de un arte con connotaciones políticas, cuya oposición al sistema dominante influye en el trabajo de los artistas.
Arte conceptual|El arte conceptual]] es un arte de proyecto, "caracterizado por la desmaterialización y la impersonalidad en la ejecución de las obras de arte". Refleja la creencia en el progreso típica de las vanguardias y en la capacidad del arte para actuar como elemento conciliador de contradicciones y diferencias. Se trata, pues, de un arte que quiere actuar concretamente sobre la vida, a través de un filtro cultural presente en las obras que, a diferencia del Arte Povera, se caracterizan por los títulos, a veces velados por la ironía.
La Transvanguardia se opone a ciertos elementos que definen las tendencias artísticas que la preceden: el compromiso político se sustituye por la certeza de que el mundo del arte no influye en la realidad y en la vida; un lenguaje abstracto se contrarresta con un retorno a lo figurativo; la impersonalidad del artista se contrarresta con un individualismo renovado.
A pesar de este distanciamiento, tanto ideológico como técnico, expresado sobre todo hacia la "cola academicista" de estas tendencias, se vislumbran algunos puntos de contacto, especialmente con el Arte Povera.
En primer lugar, los cinco artistas italianos elegidos por Oliva, en las primeras etapas de su carrera, o bien experimentaron formas de trabajo relevantes para estas tendencias o trabajaron en estrecho contacto con algunos exponentes de renombre de estas corrientes. Estas experiencias determinaron una influencia en la continuación de sus carreras.
Desde el punto de vista publicitario, la operación realizada por el crítico Germano Celant es comparable a la realizada por Oliva para la Transavanguardia. Teniendo en cuenta la escasa receptividad del mercado del arte, estas dos iniciativas se llevan a cabo para imponer "una situación [...] de vanguardia frente a otras, con características propias de protagonismo".
Otros aspectos comunes son el valor atribuido a la artesanía y la tradición, un marcado antiintelectualismo y una crítica a la noción progresista de la que la vanguardia es portavoz.